# 相仿薹草
相仿薹草（学名：Carex simulans）为莎草科薹草属的植物，是中国的特有植物。分布在中国大陆的浙江、四川、湖北等地，生长于海拔700米至1,700米的地区，见于山坡路旁、林下和溪边。

## 变种
密花相仿薹草（学名：Carex simulans var. densiflora）是莎草科薹草属相仿薹草的变种。分布于中国大陆的四川等地，生长于海拔2,050米的地区，见于林下。